# 11812 Dongqiao
11812 Dongqiao eller 1981 EL20 är en asteroid i huvudbältet som upptäcktes den 2 mars 1981 av den amerikanska astronomen Schelte J. Bus vid Siding Spring-observatoriet. Den är uppkallad efter Dong Qiao.
Asteroiden har en diameter på ungefär 6 kilometer och den tillhör asteroidgruppen Eos.